# ربيع حداد
ربيع حداد (بالإنجليزية: Rabih Haddad) هو المدير التنفيذي لـالحملة العالمية لمناهضة العدوان (GAAC). كما شارك في تأسيس مؤسسة الإغاثة العالمية (GRF)، وهي مؤسسة خيرية مقرها ولاية إلينوي.

## الحياة

### النشأة المبكرة
وُلِد ربيع حداد في أسرة يغلب عليها الطابع المسيحي في لبنان، وذلك قبل فترة قصيرة من اندلاع الحرب الأهلية اللبنانية.

### التعليم
بدأ دراسته في الجامعة الأمريكية في بيروت، لكنه انتقل إلى الولايات المتحدة عندما خشي والداه على سلامته خلال الحرب الأهلية اللبنانية.

### التحول الديني والرحلة الروحية
كان والد ربيع ينتمي إلى الكنيسة المشيخية، ووالدته إلى الكنيسة الأرثوذكسية اليونانية، لكن لم يتم تعميده لأن والديه أرادا أن يتركوا له ولإخوته حرية اختيار دينهم عندما يكبرون. في سن المراهقة، بدأ ربيع في حضور كنيسة معمدانية في لبنان مع جده، وهناك بدأ يتساءل عن كيفية كون المسيح نبيًا وابنًا لله في الوقت ذاته.
عندما بلغ السابعة عشرة، قدم له صديق تعاليم البوذية، لكن اهتمامه بها لم يدم طويلًا، وفي سن الثامنة عشرة بدأ بالاهتمام بالإسلام. اعتنق الإسلام في سن التاسعة عشرة، بعد وقت قصير من لقائه بزوجته "الرشيد"، التي كانت مسلمة. لفترة من الوقت لم يكن يمارس الإسلام رغم اعتناقه له، لكن بعد انتقاله إلى الولايات المتحدة بدأ في حضور صلاة الجمعة.

### الحياة العائلية
تزوج "الرشيد" عام 1987 في ولاية أوهايو، حيث كانت تدرس. بين عامي 1988 و1992، عاش الزوجان بالتناوب بين باكستان والكويت. وفي عام 1993، انتقلا من الكويت إلى شيكاغو، حيث كانت مؤسسة الإغاثة العالمية قد تأسست بالفعل. وفي عام 1996، عادا إلى الكويت قبل أن يرجعا إلى الولايات المتحدة عام 1998. وبحلول عام 1999، انتقلا إلى آن آربر حيث واصل حداد العمل مع المؤسسة. لديهما أبناء: سناء، وسامي، ورامي، ويعيشون حاليًا في لبنان.
كما عمل حداد جامع تبرعات لفرع مدينة آن آربر من مجلس العلاقات الأمريكية الإسلامية (كير). وأثناء إقامته في آن آربر، عمل أيضًا إمامًا في المركز الإسلامي بالمدينة، حيث كان يدرّس ويلقي المحاضرات.

## مؤسسة الإغاثة العالمية
تأسست مؤسسة الإغاثة العالمية، المعروفة أيضًا باسم "Fondation Secours Mondial" (FSM)، عام 1992 كمؤسسة خيرية غير ربحية، وأصبحت أكبر مؤسسة خيرية إسلامية في الولايات المتحدة.
شغل ربيع حداد منصب رئيس المؤسسة طوال تسعينيات القرن العشرين وحتى عام 2000.

## قضيةديترويت فري برس ضد أشكروفت[الإنجليزية]
في يناير 2002، رفعت عدة مؤسسات إعلامية والاتحاد الأمريكي للحريات المدنية والنائب الأمريكي جون كونيرز (ديمقراطي – ديترويت) دعوى قضائية ضد المدعي العام جون أشكروفت، وقاضية الهجرة إليزابيث هاكر، ومايكل كريبي، الذي كان يشغل منصب كبير قضاة الهجرة في البلاد. طالبت الدعوى بفتح جلسات الاستماع ونشر السجلات للعامة، وجاءت على خلفية إغلاق جلسات الاستماع الخاصة بربيع حداد. لاحقًا، رفع حداد ومحاميه دعوى منفصلة لفتح جلسات الاستماع أمام الجمهور.
في أبريل 2002، حكم قاضي المحكمة الفيدرالية بضرورة فتح جلسات الاستماع، لكن وزارة العدل استأنفت القرار. وبعد ذلك فُتحت جلساته، وحصل على جلسة إفراج بكفالة أمام قاضٍ جديد.

## الحملة العالمية لمناهضة العدوان
تأسست الحملة العالمية لمناهضة العدوان في قطر على يد الدكتور عبد الرحمن النعيمي، وهو عضو مؤسس في منظمة الشيخ عيد. تأسست عام 2003 بهدف إنشاء شبكة إسلامية لمناهضة ما تعتبره إمبريالية غربية في العالم الإسلامي، وتنظم الحملة مؤتمرات سنوية. يشغل ربيع حداد منصب المسؤول اللبناني في الحملة، وقد عُيّن من قبل منظمة الشيخ عيد لتطوير الأنشطة السلفية للحملة. ويعمل حاليًا في مجلس أمناء الحملة. ولا يزال النعيمي يشغل منصب عضو مجلس الأمناء.